# Internationaal Festival
Het Internationaal Festival (of in het Esperanto: Internacia Festivalo, IF) is een Esperanto-bijeenkomst in Duitsland die elk jaar zo'n 200 Esperanto-sprekers uit een 20-tal landen samenbrengt.
De deelnemers zijn zowel gezinnen met jonge kinderen als mensen van middelbare leeftijd. Iedere deelnemer kan redelijk tot zeer vlot spreken in de internationale taal.
Er is steeds een centraal thema voor voordrachten en discussiegroepen. Veel muzikale programma's worden verzorgd tijdens de avonden. Daarnaast worden er uitstappen georganiseerd naar bezienswaardigheden in de regio.

## Info
- Organisatie: Hans-Dieter Platz
- Lengte: een week
- Periode: rond nieuwjaar, van 27 december tot 3 januari (soms een extra dag)

## Het IF de laatste jaren
- 22e IF 2005/06 Trier, thema: Het uitbreidende Europa
- 21e IF 2004/05 Maagdenburg, thema: Tradities
- 20e IF 2003/04 Kiel, thema: Rusland
- 19e IF 2002/03 Borken-Gemen, thema: Religies en conflicten